# Hassen Ferhani
 (octobre 2024).
Hassen Ferhani est un réalisateur algérien, né en 1986 à Alger.

## Biographie
Après des études à Alger, il est co-animateur de ciné-club à Alger, de 2003 à 2008.
Il fait partie d'une nouvelle génération de cinéastes algériens, avec Karim Moussaoui (1976-), Yasmine Chouikh (1982-), Lamine Ammar-Khodja (1983-), etc.
En 2019, le jury du Festival international du film de Locarno décerne le Léopard du meilleur réalisateur émergent à 143 rue du Désert dans la section Cinéastes du présent.

## Filmographie
- 2006 : Les Baies d'Alger (court métrage)
- 2008 : Le Vol du 140 (court métrage)
- 2010 : Afric Hotel (court métrage)
- 2013 : Tarzan, Don Quichotte et nous (court métrage)
- 2015 : Dans ma tête un rond-point (long métrage)
- 2019 : 143 rue du Désert (long métrage)[2]

## Distinctions
- Festival international du film de Locarno 2019 : Prix du meilleur réalisateur émergent de la section Cineasti del presente pour 143 rue du Désert
- Festival des trois continents 2019 : Montgolfière d'argent, Prix du Jury Jeune, Prix du public pour 143 rue du Désert
- Festival du film arabe de Fameck 2020 : Mention spéciale du jury pour 143 rue du Désert
- Festival du film méditerranéen Arte Mare (Bastia) 2020 : Grand prix pour 143 rue du Désert
- Festival international du film documentaire Sidi M'hamed Benaouda 2022 : Al-Alfa d'or pour 143 rue du Désert